# Übertourismus

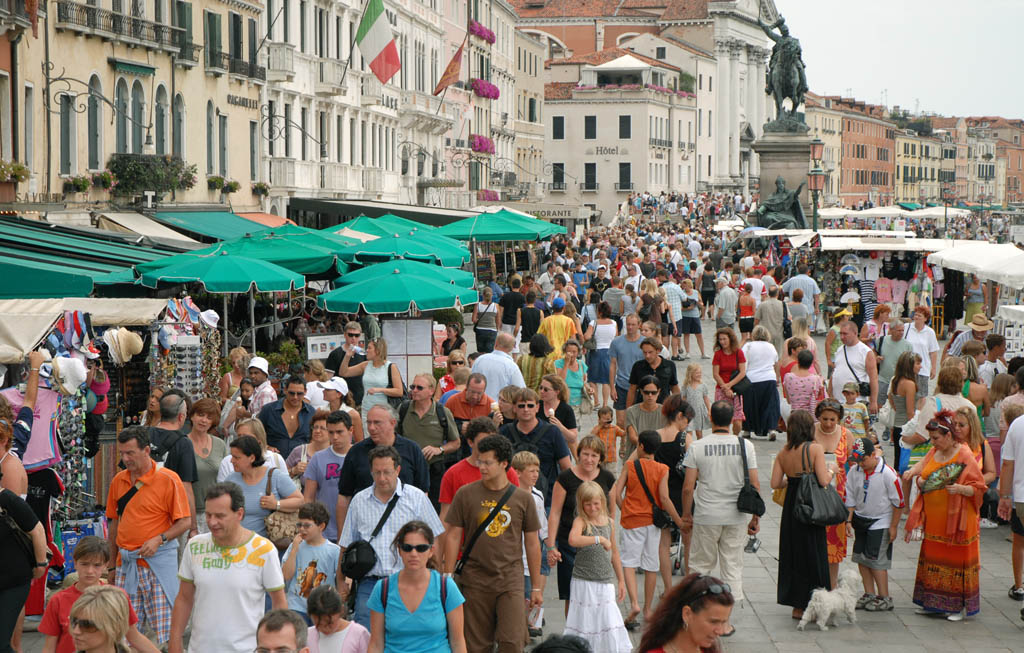
Touristen an der Riva degli Schiavoni, Venedig

Übertourismus (englisch: overtourism) wird von der Welttourismusorganisation UNTWO als „die Auswirkung des Tourismus auf ein Reiseziel oder Teile davon, die die wahrgenommene Lebensqualität der Bürger und/oder die Qualität der Besuchererfahrungen übermäßig beeinflusst, und zwar in einem Ausmaß, dass sie das tägliche Leben der Einwohner und/oder die Fähigkeit der Besucher, das Reiseziel zu genießen, stört“. Aus Sicht der Einheimischen kann ein großer Anteil an Touristen zu einem Störfaktor werden, der das Leben der Einheimischen belastet. Auch Besucher selbst können die hohe Zahl der sie umgebenden Touristen als störend empfinden. „Übertourismus“ wird auch als Steigerung des Massentourismus bezeichnet. Eine im Deutschen verbreitete Bezeichnung für Partytourismus ist der Ballermann-Tourismus.
Im Oxford Dictionary war das Wort „Overtourism“ auf der Liste der zehn Top-Kandidaten für das Wort des Jahres 2018.

## Problemstellung
Wachsender Tourismus führt angesichts begrenzten Raumes zu zunehmenden Konflikten, sie treten vor allem an viel besuchten Destinationen, auch „Hotspots“ genannt, weltweit auf. Das Problem des wachsenden Tourismus ist bisher vor allem unter dem Gesichtspunkt der ökologischen und sozio-kulturellen Tragfähigkeit betrachtet worden. In den 1980er Jahren empfahl Mohamed A. Tangi vom Umweltprogramm der Vereinten Nationen Regeln für ein verträgliches Neben- und Miteinander von Gästen und Einheimischen, beispielsweise ein Maximum von 600 Gästen pro Hektar Strand. Unter dem Begriff des Overtourism fällt darüber hinaus die psychologische und politische Dimension des Problems.
Das Beratungsunternehmen McKinsey veröffentlichte im Dezember 2017 im Auftrag des World Travel & Tourism Council eine Studie zum Thema Overcrowding. Sie enthält unter anderem eine Bewertungsmatrix, die eine Einschätzung darüber erlauben soll, wo und in welchem Ausmaß die Touristenmassen zu einem Problem geworden sind. Eines der Kriterien ist die Zahl der Besucherdichte: Ab 930.000 Menschen pro Quadratkilometer und Jahr bestehe nach der Studie größter Handlungsbedarf, das Gedränge für Anwohner und Besucher werde dann unzumutbar, und auch Infrastruktur, Sehenswürdigkeiten und Natur würden über die Maße strapaziert.

## Treibende Elemente
Der Tourismus wächst global stärker als die Gesamtwirtschaft. Das Problem des Overtourism hat sich in den letzten Jahren durch folgende Entwicklungen zusätzlich verschärft, wobei wichtig festzuhalten ist, dass jedes Tourismusziel einen unterschiedlichen Mix aus Gründen für das Auftreten des Phänomens hat:
- Airbnb: Durch das kommerzielle Wohnungsvermietungsportal werden Kapazitäten, die ursprünglich dem heimischen Wohnungsmarkt dienten, für touristische Übernachtungen zweckentfremdet. Die Folge ist in der Regel ein Anstieg der Wohnungsmieten durch die gesteigerte Nachfrage und den teilweisen Leerstand sowie eine Veränderung des sozialen Gefüges.[16][17] Außerdem erweist sich die Regulierung von Vermietungen über Plattformen wie Airbnb als besonders schwierig, was u. a. an der Mischung des Angebots von rein kommerziellen Ferienwohnungen mit der Vermietung der selbst bewohnten Wohnung als Nebenverdienst liegt.[18][19]
- Billigfluggesellschaften: Durch die günstigen Tarife der Billigfluggesellschaften spielt die Reiseentfernung als Kostenfaktor bei der Reiseplanung nur noch eine nachrangige Rolle. Zudem führen die Billigfluggesellschaften zu steigenden Passagierzahlen.[20]
- Medien: Medien wird insgesamt die Rolle von Katalysatoren im Overtourism-Kontext zugeschrieben.
  - Klassische Medien: Massenmedien wie das Fernsehen haben schon immer die Bekanntheit und Wahrnehmung von Touristendestinationen beeinflusst. Zudem soll die Sensationslust dazu beigetragen haben, dass sich nicht nur die tatsächlichen Tourismusströme verändert haben, sondern auch deren Wahrnehmung, sodass es zudem zu mehr Konflikten mit den Einwohnern kommt, weil diese in Nachrichtensendungen dem Problem allgemein und negativen Einzelfällen stärker ausgesetzt sind.[15]
  - Filmtourismus: Markante Gebäude, Dörfer, Städte oder Landschaften können plötzlich zu einem Touristen-Hotspot werden, wenn sie als Drehort für einen Film oder eine Fernsehserie genutzt wurden.[15]
  - Social Media: Die Sozialen Medien haben durch ihre Wahrnehmung als unvoreingenommene und authentische Informationsquelle inzwischen eine besondere Rolle in der Destinationswahl und beeinflussen auch das Verhalten vor Ort (z. B. das Essen in einem bestimmten Restaurant). Es bildet sich durch elektronische Mundpropaganda ein Konsens über die besten Tourismusdestinationen. Auch das Nacheifern von anderen und das Teilen mit dem eigenen Netzwerk werden als Gründe für das Besuchen bestimmter Destinationen genannt. Auch für die Plattformen selber wird dem Reisecontent eine besondere Bedeutung in ihrer Entwicklung zu geschrieben.[15][21]
- Kreuzfahrten: Der Kreuzfahrttourismus wächst stark.[22] Schiffsgrößen mit 2000 und mehr Passagieren sind weit verbreitet. Häufig liegen gleichzeitig mehrere große Schiffe in einem Zielhafen und bieten den Gästen Landausflüge an. Angesichts der großen Zahl an plötzlich auftretenden Touristen sind diese Orte oft überfordert.

Insgesamt führt eine übermäßig große Zahl von Touristen gleichzeitig auch zu einer Abhängigkeit: Durch die Verdrängung von Einwohnern und anderen Wirtschaftszweigen bleibt den betroffenen Gebieten oftmals nur noch der Tourismus als Einnahmequelle, sodass Maßnahmen gegen übermäßige Besucherzahlen häufig nur gegen große Widerstände möglich sind, je weiter die ausschließliche Ausrichtung auf Tourismus bereits fortgeschritten ist. Auch Proteste gegen den Tourismus sind insbesondere in Städten mit einem relativ hohen Anteil an gebildeten Einwohnern, von denen viele nicht am Tourismus beteiligt sind oder zumindest nicht direkt davon profitieren, am ausgeprägtesten.

## Beispiele

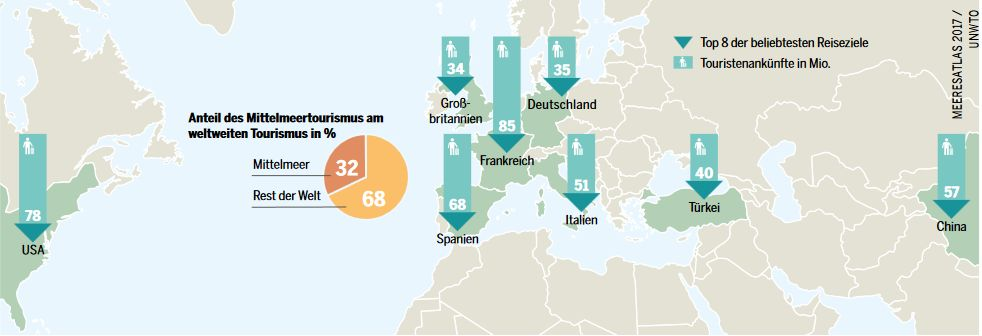
Ein Drittel aller Touristen reist ans Mittelmeer
Quelle: Meeresatlas 2017

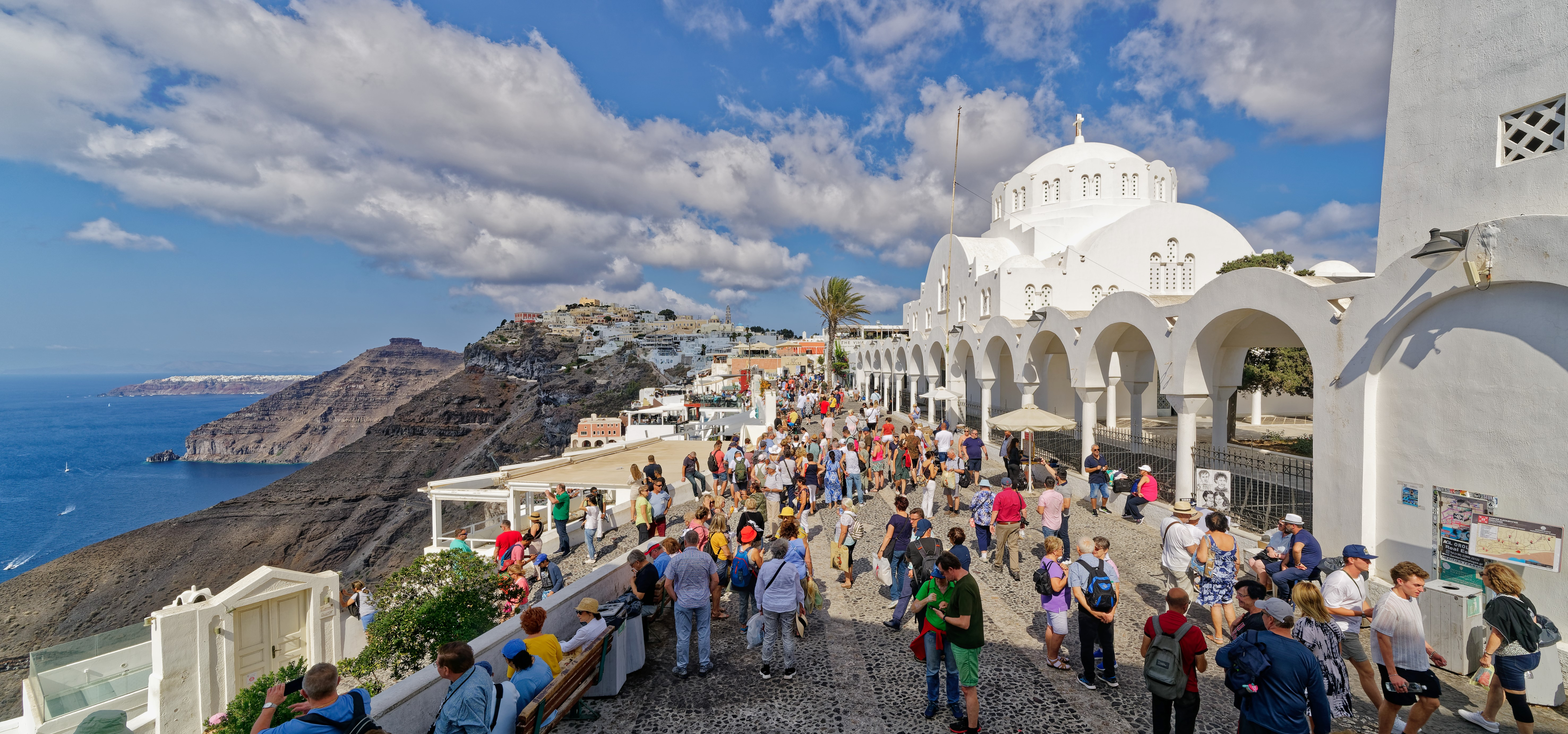
Touristen auf der Insel Santorin (Griechenland)

### Amsterdam
2017 haben Amsterdam 18 Mio. Touristen besucht – bei rund 800 000 Einwohnern. Bei den Wahlen zum Stadtrat im März 2018 war Übertourismus ein Wahlkampfthema. Ein besonderes Ärgernis sind „Partytouristen“, die Lärm verursachen und Müll hinterlassen. Der neu gewählte Stadtrat plante verschiedene Maßnahmen. So sollte unter anderem die ursprünglich geplante Erweiterung des Hafens für Kreuzfahrtschiffe noch einmal überdacht werden.
Nachdem Mitte Juni 2020 für eine städtische Volksinitiative rund 25.000 Unterschriften gesammelt wurden, musste sich das Stadtparlament mit entsprechenden Forderungen befassen: wie z. B., dass die Zahl touristischer Übernachtungen begrenzt sowie das Vermieten von Wohnungen via beispielsweise Airbnb verboten werden sollte. Im Juni 2021 hat der Stadtrat daraufhin einen Katalog von Maßnahmen beschlossen, die u. a. den Bau von neuen Hotels einschränkt.

### Barcelona
In Barcelona kamen auf 1,6 Mio. Einwohner im Jahr 2019 rund 24 Mio. Touristen, davon 10,5 Mio. Kreuzfahrtpassagiere. Im Sommer 2017 hatten Nachbarschaftsverbände am populären Stadtstrand „Barceloneta“ eine Demonstration gegen die „Touristifizierung“ organisiert und damit ein großes Medienecho bewirkt. Die Oberbürgermeisterin von Barcelona, Ada Colau, hatte die Parole ausgegeben: „Die Stadt den Bürgern zurückgeben.“ Dies bedeutete konkret: Mieten müssen erträglich sein, Touristenmassen dürfen nicht den Alltag einzelner Stadtviertel dominieren. Seit Oktober 2023 ist es Kreuzfahrtschiffen verboten, im stadtnahen nördlichen Teil des Hafens anzulegen. Im Juli 2024 gab es Protestzüge von rund 2800 Einheimischen, bei denen sogar Touristen mit Wasserpistolen belästigt wurden.

### Berlin
Nach Berlin kamen 2017 fast 13 Millionen Besucher. Anwohner beschwerten sich beim Berliner Senat über den „Partytourismus“ wegen Lärmbelästigung, Müll und Verdrängung durch Ferienwohnungen. Etwa im Bereich Warschauer Brücke kam es häufig zu einer Überforderung der vorhandenen Infrastruktur.

### Bibury
Das Dorf Bibury in der englischen Grafschaft Gloucestershire erlangte nationale Bekanntheit, seitdem der Schriftsteller William Morris es als „schönsten Ort des Landes“ bezeichnete, und ist mit seiner idyllischen, typisch britischen Architektur und Landschaft heute zusehends eine Attraktion für Touristen, die vor allem mit Reisebussen anreisen. Zeitweise besuchen bis zu 50 Busse mit bis zu 20.000 Touristen am Tag das nur etwa 600 Einwohner zählende Dorf. Zur Bekämpfung des Overtourism hat sich eine Arbeitsgruppe gegründet, die strengere Beschränkungen für Reisebusse einführen und Halte- und Parkverbote durchsetzen will, um die Sicherheit und das Wohlergehen der Einwohner zu sichern.

### Dubrovnik
In Dubrovnik konzentriert sich der Besucherstrom auf die Altstadt, die 400 mal 300 Meter misst. 2016 gab es dort noch vier Lebensmittelläden, aber 107 Souvenirgeschäfte und 143 Restaurants. Nur noch rund 1000 Einheimische wohnten im Jahr 2018 in der Altstadt, teilweise wurden Häuser an wohlhabende Russen und Araber verkauft. Die Fernsehserie Game of Thrones, die teilweise in Dubrovnik gedreht wurde, ließ die Tourismuszahlen weiter steigen. Eine Belastung sind Tagesgäste von bis zu sieben gleichzeitigen Kreuzfahrtschiffen. Das Einkommen aus dem Tourismus kommt nur zu einem kleinen Teil dem lokalen Gewerbe zu. Bewohner übten politischen Druck aus mit dem Motto: „Wir müssen die Stadt ihren Einwohnern zurückgeben.“

### Hallstatt
Die kleine Marktgemeinde Hallstatt im Salzkammergut verzeichnete im Jahr 2018 bei 776 Einwohnern einen Ansturm von 19.344 Reisebussen, was rund einer Million Besuchern entspricht – an die 10.000 an manchen Tagen. Vor allem asiatische, insbesondere chinesische, Touristen besuchen den Ort zumeist als Tagestouristen im Rahmen von Europareisen. Die Bewohner beklagen, dass ihre Privatsphäre massiv gestört wird, so sei eine Nutzung der Terrassen nahezu unmöglich. Einzelne Touristen würden sogar Gärten oder Wohnzimmer betreten und selbst Trauerfeiern auf dem Friedhof könnten nicht in Ruhe durchgeführt werden. Es würde dabei fotografiert und es käme vor, dass Zuschauer nach dem Trauermarsch applaudieren. Die Einnahmen der Gemeinde aus den öffentlichen Toiletten übersteigen mit 150.000 Euro die Grundsteuern. Die Gemeinde sucht intensiv nach Lösungen, die das Leben für die Bewohner wieder erträglich machen sollen. Ab Herbst 2020 dürfen Stops von Reisebussen nur noch in vorher vom örtlichen Tourismusbüro gegen Gebühr zugeteilten Zeitfenstern durchgeführt werden. So wird der Ansturm zeitlich verteilt und insgesamt limitiert.

### Island
Im Jahr 2017 betrug die Zahl der Touristen auf Island 2,5 Mio., sieben Jahre vorher waren es erst 0,5 Mio. In den Sommermonaten ist jeder fünfte Mensch im Land ein Tourist. Bei rund 340.000 Einwohnern bewirkt der Besucheransturm einen Anstieg bei Preisen für Unterkunft, Verpflegung und sonstigen Dienstleistungen. Man befürchtet, dass jene Ressource ruiniert wird, deretwegen die meisten ausländischen Besucher kommen – Einsamkeit, Ruhe und spektakuläre, unberührte Natur. Um zu vermeiden, dass die Bevölkerung beginnt, die Touristen als Ärgernis wahrzunehmen, plant die lokale Behörde den Anstieg der Besucherzahlen durch verschiedene Maßnahmen einzudämmen. Insbesondere soll die private Vermietung von Unterkünften stärker reguliert werden.

### Palma de Mallorca
Im Sommer 2017 lagen manchmal an einem Tag bis zu sieben große Kreuzfahrtschiffe im Hafen von Palma de Mallorca. Mit einem Zuwachs von 10 Prozent hatte die Zahl der Urlauber auf der Insel 2017 einen Rekordwert erreicht. Im Mai 2024 gab es mit rund 10.000 Teilnehmern Demonstrationen der Einheimischen gegen die Auswüchse des Massentourismus. Angeprangert wurden überteuerte Wohnungen, Umweltverschmutzung, überfüllte Strände und Trinkwasserknappheit. Mitbelegt wurde, dass besonders das touristische Mobilitätsverhalten weit klimaschädlicher sei als das der Mallorquiner. Seit den 2010er Jahren geht die mallorquinische Regierung gegen Party- und Alkoholtourismus vor, der im Deutschen als Ballermann-Tourismus bezeichnet wird. Dabei wurde das sogenannte Eimersaufen untersagt. Die Inselregierung hat 2024 beschlossen, die Zahl der Übernachtungsplätze von 430.000 auf 412.000 zu reduzieren.

### Venedig
Jährlich kommen rund 30 Millionen Besucher nach Venedig. In der Innenstadt lebten 1951 noch 175.000 Einwohner, 2022 waren es nur noch 50.000. Der Tourismus mit all seinen Auswirkungen hat viele Einwohner verdrängt. Ein besonderer Konfliktstoff sind große Kreuzfahrtschiffe; die Schiffsbewegungen bedrohen die empfindlichen Fundamente der Gebäude. Von den rund 60.000 täglichen Besuchern in der Stadt entfällt die Hälfte auf Kreuzfahrer, die dort zudem kaum Geld ausgeben. Es haben sich unter den Einwohnern Widerstandsgruppen gebildet, die politischen Druck ausüben. Aussage eines Betroffenen: „Das Problem ist, dass diese Touristen denken, dies sei eine Art Disneyland. Sie sollten aber nicht vergessen, dass dies eine lebende Stadt ist.“ Neben einer Ortstaxe für Übernachtungsgäste erhebt Venedig ab 2024 ein Eintrittsgeld für Tagestouristen. Nach jahrelangen Diskussionen hat die Stadt ab August 2021 großen Kreuzfahrtschiffen die Einfahrt in die Lagunenstadt verboten.

### Not-to-go-Listen
Als Gegenentwurf zur gängigen Reiseliteratur mit Listen der schönsten weltweiten Zielorte gibt es inzwischen Veröffentlichungen, die diejenigen Destinationen aufzählen, die wegen eines zu hohen Aufkommens an Touristen nicht empfohlen werden. „Fodor’s“, ein englischsprachiger Verlag für Reiseliteratur, veröffentlicht alljährlich die sogenannte „No List“. Wegen Übertourismus sowie weiterer Kriterien wie z. B. Sicherheit, ökologische Belastungen, wird von einem Besuch abgeraten. 2025 wurden genannt: Bali, Koh Samui, Mount Everest, Britische Jungferninseln, Kerala, Kyoto, Tokio, Oaxaca sowie diverse Ziele in Europa: Barcelona, Mallorca, Kanarische Inseln. Venedig, Lissabon, Amsterdam, Agrigent und Schottlands Nordküste.
Der US-amerikanische Fernsehsender CNN hatte 2018 eine Liste der Negativempfehlungen erstellt. Neben Venedig, Dubrovnik und Barcelona enthält sie Santorin (Griechenland), Bhutan, die Isle of Skye (Schottland), Machu Picchu (Peru), Cinque Terre (Italien), Galápagos, die Antarktis, den Mount Everest und das Taj Mahal.

## Maßnahmen gegen Übertourismus

### Strategische Maßnahmen

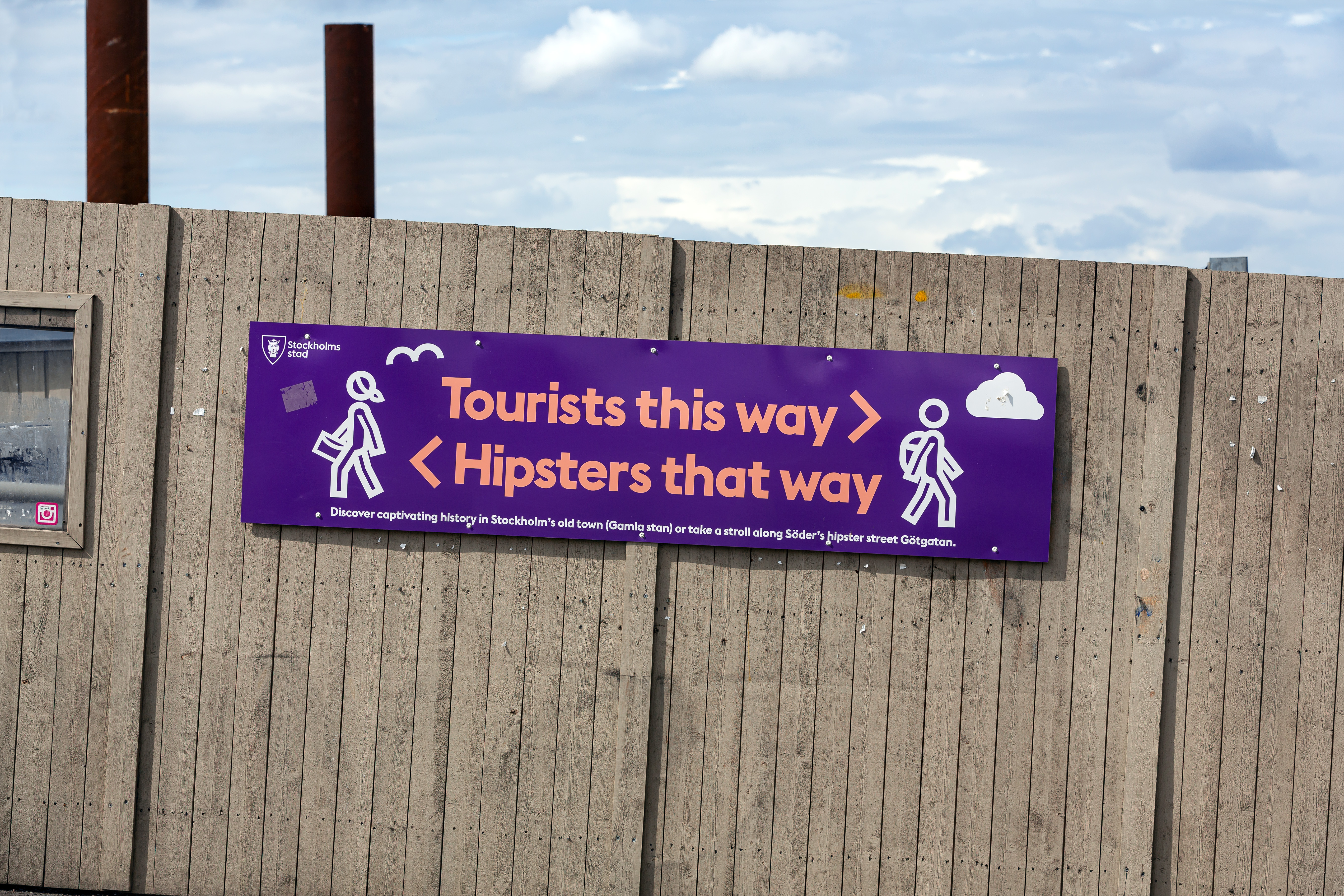
Die Begriffe „Hipster“ und „Touristen“ im ironischen Stadtmarketing Stockholms (2019)

McKinsey weist darauf hin, dass in betroffenen Destinationen eine längerfristige strategische Planung und die Formulierung von geeigneten Zielen erforderlich sei, insbesondere unter Beachtung des Gesichtspunkts der Nachhaltigkeit. Tourismusmanagement vor Ort ist traditionell auf verwaltende Aufgaben ausgerichtet. In der Vergangenheit war oft nur ein Mengenwachstum beispielsweise gemessen an der Zahl der Übernachtungen gefordert. Grundlage für die Erstellung einer Planung ist eine ausführliche Analyse der Ist-Situation und die Festlegung von geeigneten Messgrößen zur Überwachung der Zielerreichung.
Außerdem müsse eine systematische Öffentlichkeitsarbeit vor Ort durchgeführt werden. Ziele, Maßnahmen, Erfolge und Misserfolge des lokalen Tourismusmanagements müssen gegenüber den Einwohnern transparent gemacht werden, damit alle relevanten Institutionen in das Geschehen eingebunden sind.
Im September 2018 hat die Welt-Tourismus-Organisation (UNWTO) getagt und Strategien mit konkreten Maßnahmen gegen Overtourism veröffentlicht:
- Gäste geographisch besser aufteilen
- Aufenthaltsdauer zeitlich besser verteilen
- Unbekannte Gästerouten und Attraktionen fördern
- Regulierungen einschließlich Beschränkungen prüfen und nutzen
- Gästesegmentierung weiter verbessern
- Lokalen touristischen Nutzen sicherstellen, insbesondere durch qualifizierte Arbeitsplätze und Beteiligung der Einheimischen an der Tourismusentwicklung
- Infrastrukturen mit Erlebnisqualitäten für Gäste und Bevölkerung anbieten
- Öffentliche Infrastrukturen, insbesondere im Verkehr, weiter verbessern
- Lokale Interessengruppen ernst nehmen und einbinden
- Gäste informieren und sensibilisieren bezüglich lokaler Regeln und Werte
- Steuerungs- und Austauschmechanismen nutzen auf Basis gesicherter Daten und mittels neuer Technologien

### Operative Maßnahmen
Eine Liste möglicher Maßnahmen gegen Übertourismus hat die Organisation Responsible Tourism, eine Abteilung des International Centre for Responsible Tourism im Rahmen ihrer Beratungsarbeit veröffentlicht. Konkrete Beispiele aus diesen und anderen Quellen sind:
- Kontingentierung: Bei Kreuzfahrtschiffen kann eine Beschränkung über die von der Hafenbehörde zu erteilende Anlegeerlaubnis erreicht werden. Schwieriger ist eine Begrenzung bei den Individual-Touristen. Im Fall von Dubrovnik hat die UNESCO zum Schutz der Altstadt empfohlen, dass sie nur maximal 8.000 Besucher am Tag besuchen dürfen, um den Status als Weltkulturerbe nicht zu gefährden. 2017 erklärte der neugewählte Bürgermeister die Anzahl auf 4.000 pro Tag senken zu wollen. An den Stadttoren werden seitdem die Besucherströme gezählt.[36][56] Inwieweit die Maßnahme in der Praxis funktioniert, ist nicht bekannt. Bei den Uffizien in Florenz besteht regelmäßig ein großer Besucherandrang. Um den Ansturm zu regeln, hat die Verwaltung die Möglichkeit zur Vorab-Online-Reservierung eingerichtet. Man erhält eine Mitteilung mit der Angabe eines Datums und einer Uhrzeit für den Zugang. Ohne die ansonsten übliche Warteschlange kann man damit direkt zum Eingang gelangen. Das Miniatur Wunderland in Hamburg verwendet seit einigen Jahren auch so ein System. Eine weitere Form der Begrenzung ist die Festlegung einer Höchstzahl für von Guides geführten Touristengruppen, um zu große Menschenansammlungen zu vermeiden.
- Preise, Gebühren und Steuern: Ansatzpunkte sind beispielsweise Hafengebühren bei Kreuzfahrtschiffen oder Übernachtungsgebühren bei Hotels. So erhebt die Stadt Berlin seit 2014 eine Gebühr in Höhe von 5 % des Übernachtungspreises. Inwieweit diese Maßnahme im Fall Berlin auch regulierend wirkt oder nur eine Finanzierungsmaßnahme ist, ist nicht bekannt. Im Fall von Airbnb-Übernachtungen kann man der Presse entnehmen, dass die Finanzverwaltung verstärkt eine korrekte Versteuerung nachprüft. Die Lagunenstadt Venedig erhebt ab 2024 versuchsweise für Tagestouristen zu bestimmten Zeiten eine Eintrittsgebühr,[49] die Maßnahme dient bereits als Vorbild für andere Städte.[57] Das Königreich Bhutan erhebt von ausländischen Touristen eine Tagesgebühr von 100 US-$ (Stand 2025) sowie eine Visagebühr von 40 US-$.[58]
- Verbote: Venedig hat Kreuzfahrtschiffen mit über 40.000 BRT die Einfahrt in die Bucht vor dem Markusplatz verboten.[31] Berlin als Beispiel hat ein Zweckentfremdungsverbot für Wohnraum erlassen, um Airbnb-Vermietungen zu unterbinden.[59] Die Bürgermeisterin von Barcelona hat ein Moratorium für den Neubau von Hotels verhängt.[13] Im Nationalpark Berchtesgaden wurde 2021 ein Betretungsverbot für die Natur-Gumpen beim Königsbach-Wasserfall erlassen, nachdem sich diese aufgrund von Social-Media-Berichten zu einem weltweiten Besuchermagneten entwickelten.[60][61]
- Bettenobergrenze, Bettenstopp: In manchen Tourismusregionen wird die maximale Anzahl der Übernachtungsplätze durch die Behörden festgeschrieben. Beispiele findet man in Südtirol[62] oder Salzburg.[63]

### Selbstbeschränkung
Im Fall von Venedig haben einige Kreuzfahrtgesellschaften (P&O Cruises, Holland-America, Cunard) bereits die Anzahl der jährlichen Besuche reduziert.